# Pinacoteca civica Bruno Molajoli

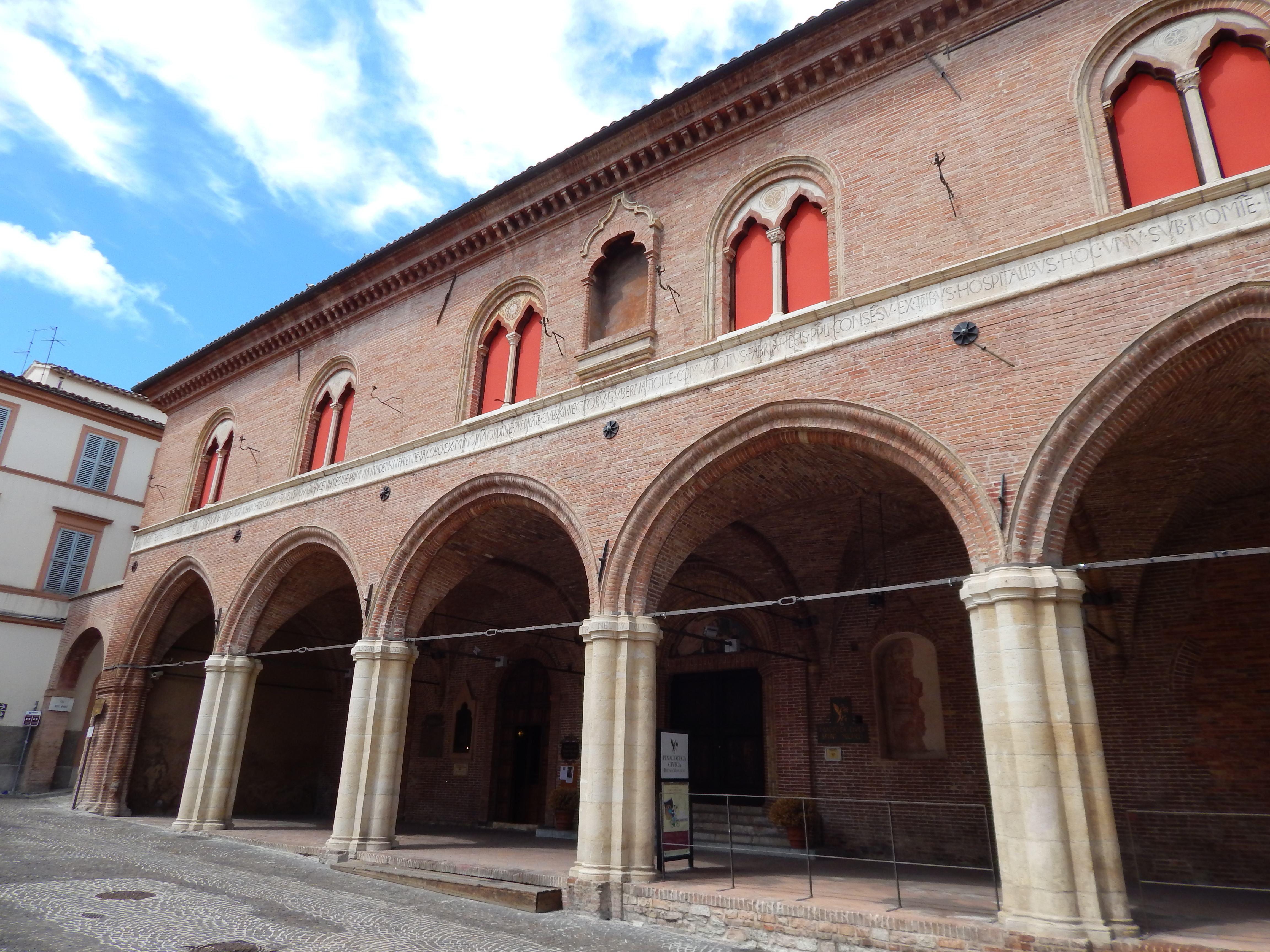
Fabriano piazza del Duomo - Pinacoteca civica Bruno Molajoli

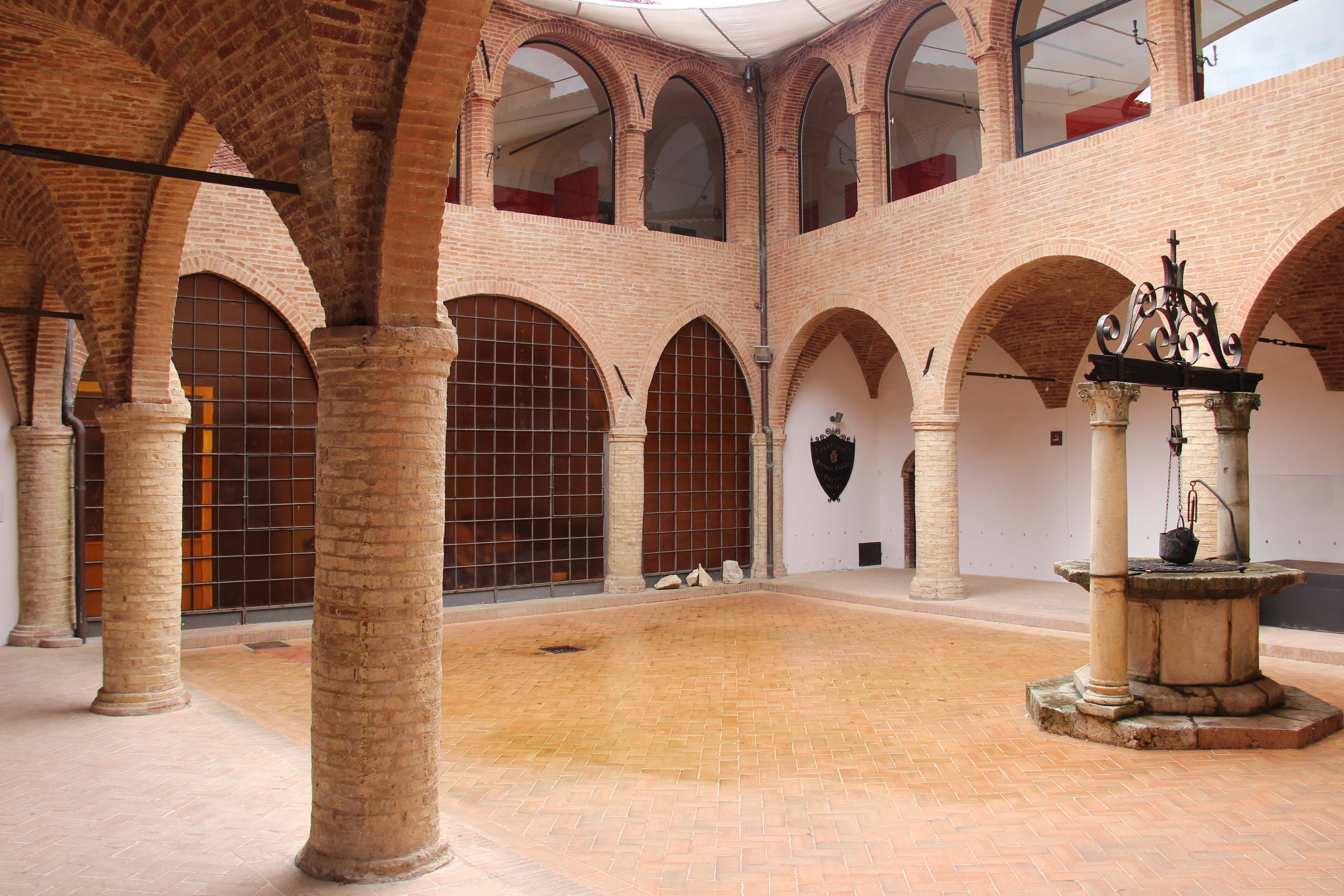
Chiostro Ospedale Santa Maria del Buon Gesù

La Pinacoteca civica "Bruno Molajoli" di Fabriano nasce nel 1862 ed è situata presso l'Ospedale di Santa Maria del Buon Gesù. La pinacoteca venne intitolata nel 1988 a Bruno Molajoli, storico dell'arte fabrianese e direttore delle Belli Arti negli anni Sessanta.
La collezione storica si distingue soprattutto per la sezione di arte medievale che raccoglie affreschi, tavole e rare sculture lignee della seconda metà del XIII e del XIV secolo: in particolare si segnalano le opere di scuola fabrianese, di alcuni anonimi maestri giotteschi e di Allegretto Nuzi. I secoli successivi sono poi documentati da alcune personalità artistiche come Antonio da Fabriano, eccentrico protagonista del 1400 marchigiano, Simone De Magistris, pittore visionario di Caldarola, e Orazio Gentileschi, notissimo maestro caravaggesco. Infine, a partire da ottobre 2015 è stata allestita una nuova sezione di arte contemporanea, che raccoglie i principali artisti del '900 italiano donata da Ester Merloni alla città di Fabriano.

## Storia
La pinacoteca venne fondata nel 1862 dall'allora sindaco del Comune di Fabriano Andrea Stelluti Scala, aiutato dallo storico Oreste Marcoaldi, il quale redasse un catalogo delle opere esposte. Venne riunito all'interno del Palazzo Comunale, già Palazzo Chiavelli, un primo nucleo di opere, provenienti da chiese e luoghi di culto della città e del territorio. Il primo allestimento espositivo comprendeva già importanti testimonianze pittoriche degli artisti fabrianesi dei secoli XIV e XV, come il "Trittico" di Allegretto Nuzi, e la "Dormitio Virginis" di Antonio da Fabriano. Nel tempo, le famiglie Bargagnati, Miliani, Zonghi-Lotti donarono alla Pinacoteca dipinti di loro proprietà.
Fra il 1911 e il 1913, la raccolta si arricchì della collezione di arazzi di manifattura fiamminga del XVI e XVII secolo e di dipinti di Scuola Fabrianese del XIV secolo, di proprietà del Capitolo dei Canonici della Cattedrale di San Venanzio. Fu necessario trasferire la collezione in una nuova e più adeguata sede espositiva, individuata in alcune sale del Palazzo Vescovile.
Tra il 1920 ed il 1922 il Prof. Luigi Serra, Soprintendente alle Antichità e Belle Arti per le Marche, curò il nuovo ordinamento della collezione grazie all'ottenimento di due nuovi locali concessi dal Vescovo pubblicandone il relativo catalogo.
Durante la seconda guerra mondiale, il patrimonio artistico della Pinacoteca venne depositato nella rocca di Sassocorvaro (PU), preservandolo dai rischi di danneggiamento e dispersione. Dopo gli eventi bellici, la collezione ritornò all'interno del Palazzo Vescovile e il nuovo allestimento fu inaugurato il 10 agosto del 1952.
Nel tempo si fece sempre più pressante l'esigenza di trovare una nuova sede alla Pinacoteca; si individuò il complesso dello Spedale di Santa Maria del Buon Gesù come possibile destinazione finale. In vista del trasferimento, la Pinacoteca chiuse alla fine del 1990. All'inizio del 1991, Giancarlo Castagnari coordinò il trasporto delle opere al Buon Gesù, sistemandole in due sale. Nel frattempo furono acquisiti anche i gruppi di sculture lignee policrome del Trecento. I lavori di allestimento terminarono nell'autunno del 1994.
Il 16 dicembre 1994 venne inaugurata e aperta al pubblico la nuova sede della Pinacoteca.
Il terremoto del 26 settembre 1997 che colpì Umbria e Marche lesionò anche lo Spedale del Buon Gesù, quindi fu necessario chiudere la Pinacoteca e spostare le opere d'arte. La collezione fu trasferita presso il Complesso di San Domenico.
Il 19 giugno 1999 furono inaugurati la "Mostra del Maestro di Campodonico" e il Deposito attrezzato delle opere all'interno dei locali del Museo della carta e della filigrana. Il Deposito poi venne chiuso nel marzo del 2007, quando le opere ritornarono in pinacoteca.
In occasione della mostra "Gentile da Fabriano e l'altro Rinascimento", i locali della pinacoteca furono completamente rinnovati. La mostra fu inaugurata il 21 aprile 2006 e per la prima volta fu possibile ammirare più di trenta opere dell'artista fabrianese provenienti dai maggiori musei del mondo.
Terminata la mostra su Gentile da Fabriano, la Pinacoteca accolse nuovamente le opere d'arte e fu aperta al pubblico il 7 luglio 2007.
Nel 2011 fu inaugurata la mostra "Piceni e Celti. Lungo le rive del Giano" che esponeva reperti archeologici ritrovati nel Novecento a Fabriano e nelle aree circostanti.
Nel 2012 viene esposta in via permanente la scultura lignea Madonna col Bambino di scuola spoletina, datata alla metà del XIII secolo e rinvenuta proprio nel complesso del Buon Gesù.
Nel 2014 la Pinacoteca ospita la mostra "Da Giotto a Gentile" che presenta la pittura e la scultura a Fabriano fra Due e Trecento e da allora sono ancora esposti i due affreschi del Maestro di Campodonico provenienti dall'abbazia di S. Biagio in Caprile: la monumentale Crocifissione e la nicchia con l'Annunciazione e la Flagellazione. In questa occasione viene disallestita la collezione degli arazzi fiamminghi, conservati in un deposito temporaneo del Comune.
Nel settembre 2015 viene inaugurato il Museo Diocesano di Fabriano, in cui vengono spostate alcune opere precedentemente conservate in Pinacoteca: le tavole del polittico nuziano di S. Maria d'Appennino, la statua lignea del S. Giacomo maggiore, e la Vergine col Bambino di Bernardino di Mariotto.
Nell'ottobre 2015 la collezione si arricchisce di una nuova sezione di arte contemporanea grazie alla donazione di Ester Merloni, comprendente una trentina di capolavori dei maestri italiani del Novecento tra cui De Chirico, Balla, Burri, Fontana e molti altri artisti di calibro internazionale.
Nel 2021 è stata accolto in pinacoteca, dopo un accurato restauro che ne ha svelato l'altissima qualità, il San Pietro martire, statua lignea dipinta attribuita a Donatello.

## Il complesso di Santa Maria del Buon Gesù
L'Ospedale di Santa Maria del Buon Gesù venne eretto nel 1456 da San Giacomo della Marca per riunire le varie strutture ospedaliere presenti in città in un unico edificio. Il complesso monumentale è stato costruito di fronte alla Cattedrale di San Venanzio, approfittando della donazione di alcuni terreni adibiti a giardini da alcuni notabili della città, e fino al 1983 è stato utilizzato come brefotrofio femminile e istituto psicopedagogico.

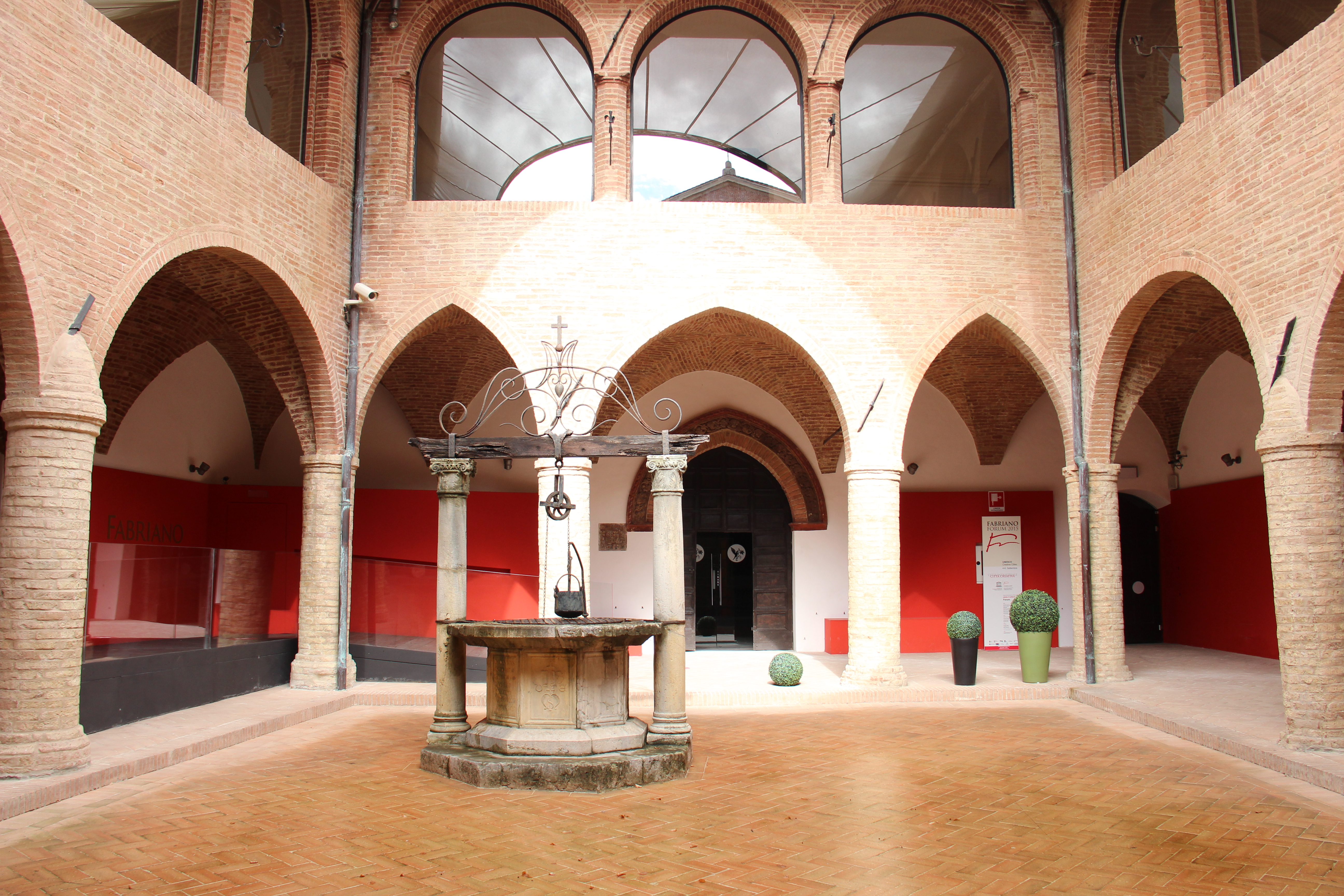
Chiostro interno Spedale Santa Maria del Buon Gesù

La struttura è un significativo esempio di architettura tardogotica nelle Marche. La facciata originaria è caratterizzata da un portico voltato a crociera, con cinque arcate a sesto acuto di diversa ampiezza che poggiano su pilastri cruciformi; nella parte superiore, invece, si aprono finestre bifore ad archetti trilobati iscritte entro un arco a tutto sesto.
Tra le bifore è visibile un'edicola dipinta inizialmente con una "Madonna col Bambino", poi ricostruita poiché fu danneggiata da una bomba nel 1945.
All'interno dell'oratorio, oltre alle lunette affrescate da Andrea Boscoli, è presente lo stendardo di dipinto intorno al 1460 dal Maestro di Staffolo che raffigura la "Madonna in adorazione del Bambino". Allo stesso pittore appartengono gli affreschi visibili sotto il portico. Inoltre nel chiostro si trova il pozzo a pianta ottagonale del 1483.
L'edificio è stato ristrutturato negli anni Novanta su progetto dell'architetto Bruno Rossi per accogliervi le opere della Pinacoteca.

## Le collezioni
All'interno della Pinacoteca è possibile visitare 5 sale in cui è conservata la collezione storica al piano superiore. Da ottobre 2015 è stata allestita una collezione di arte contemporanea che ospita due sale con i maggiori artisti del Novecento, donata da Ester Merloni.

### Il Duecento umbro-marchigiano

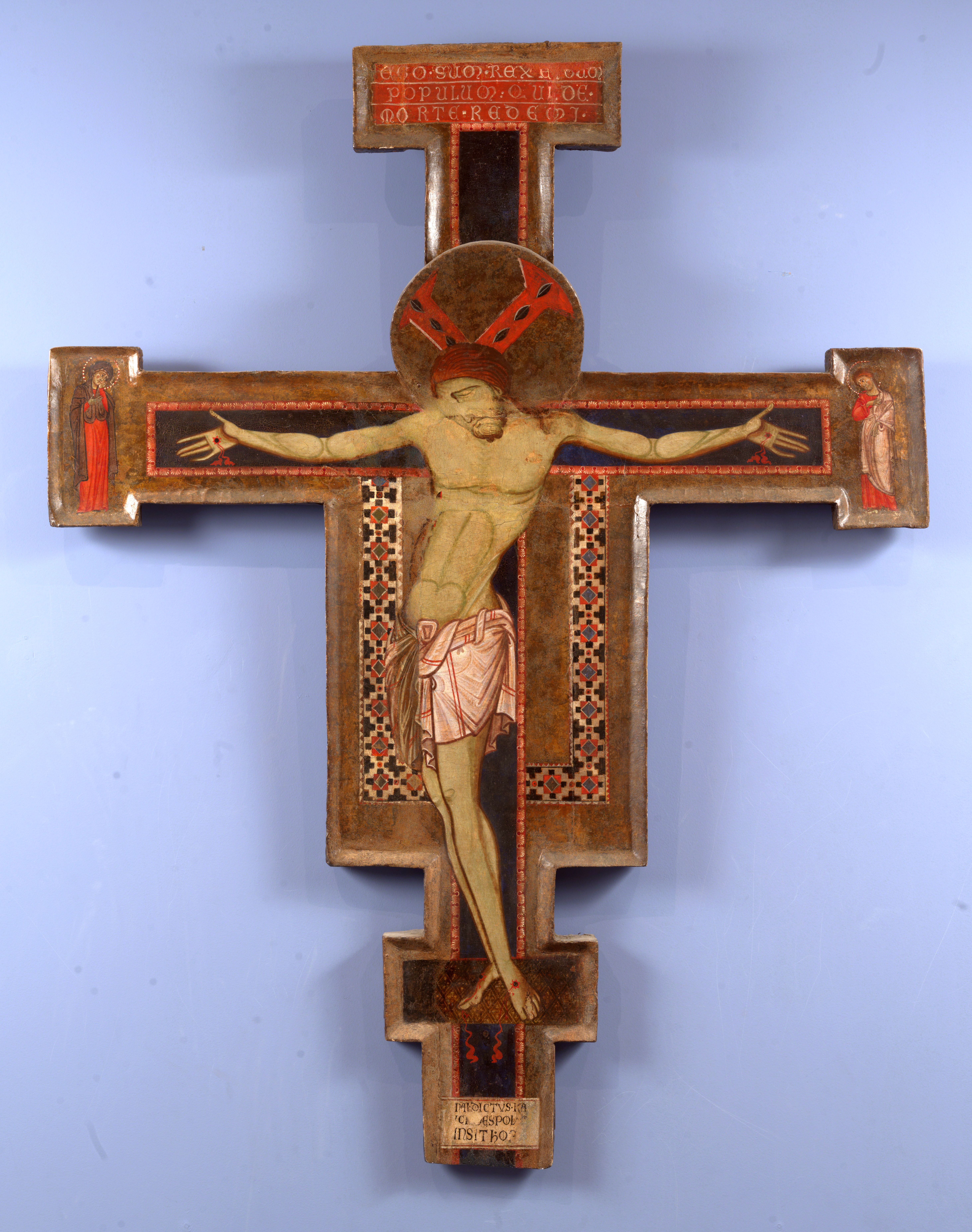
Croce dipinta - Rainaldetto di Ranuccio da Spoleto

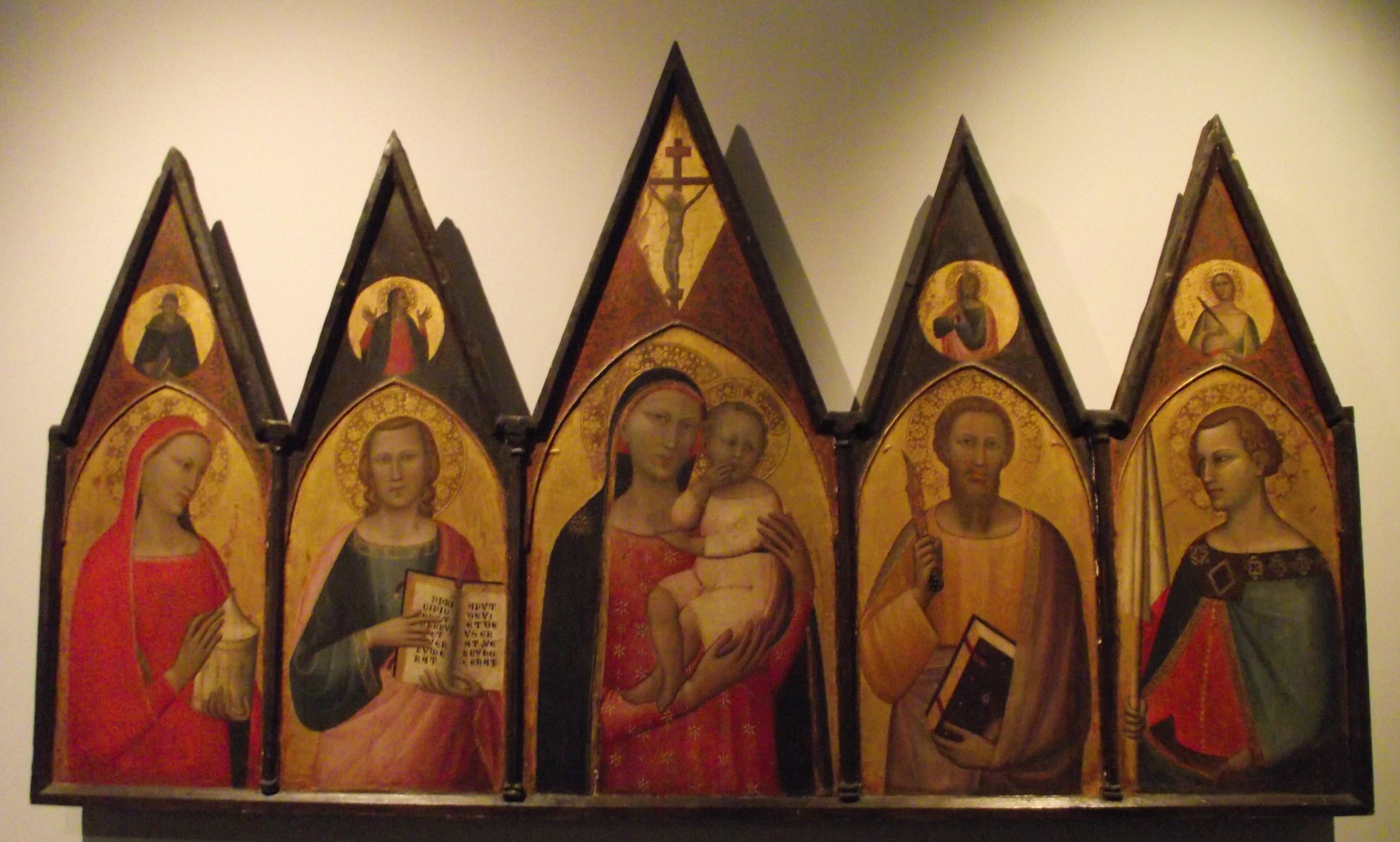
Madonna col Bambino, S. Maria Maddalena, S. Giovanni Evangelista, S. Bartolomeo, S. Venanzio - Allegretto Nuzi.

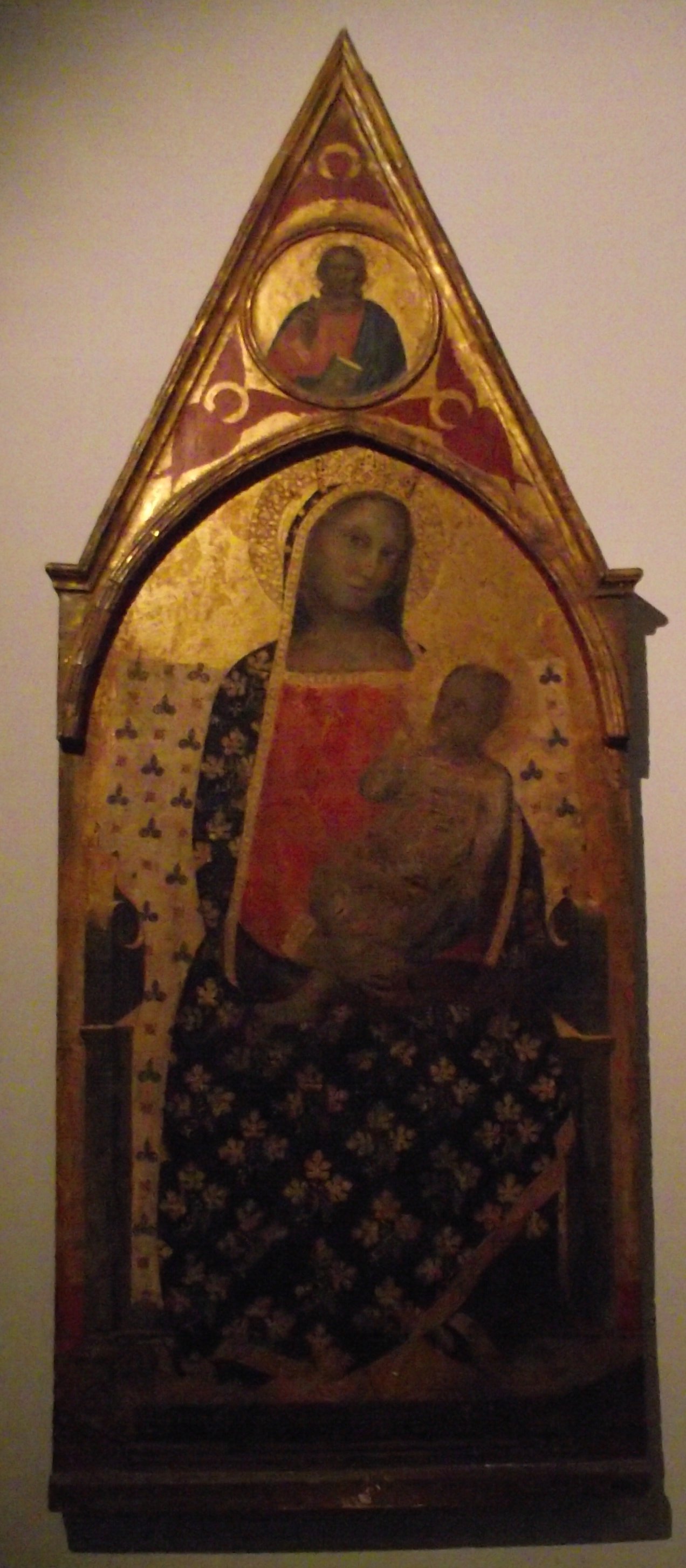
Madonna col Bambino - Allegretto Nuzi.

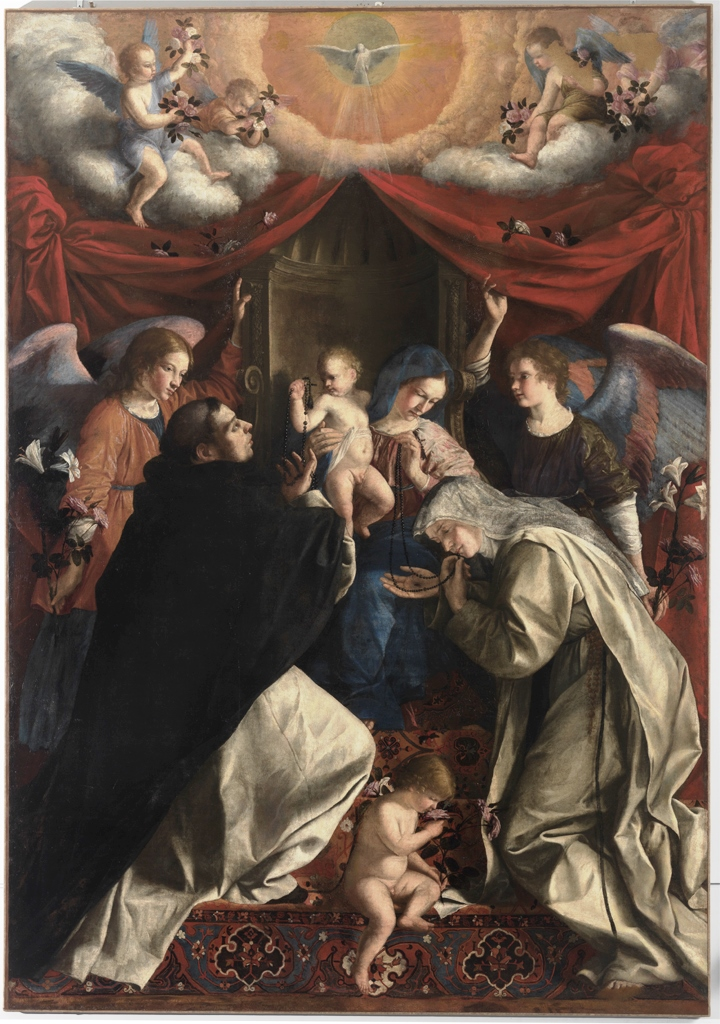
Madonna del Rosario - Orazio Gentileschi.

Fabriano già dal XIII secolo è un centro di produzione artistica e culturale di primo piano nel panorama umbro-marchigiano. In questa sala si conserva il pregevole ciclo di affreschi proveniente dall'ex convento fabrianese di S. Agostino, opera dell'omonimo maestro attivo nella seconda metà del Duecento. I tre affreschi rappresentano un vero e proprio spaccato di storia dell'ordine agostiniano che trova qui le più antiche rappresentazioni di alcuni soggetti come la consegna della regola agli eremiti da parte dello stesso S. Agostino e il santo eremita Guglielmo di Malavalle. L'anonimo maestro di S. Agostino è sicuramente ancora legato alla pittura di tradizione romanica, da molti considerato un artista di formazione umbra, da altri accostato all'area abruzzese e laziale.
Riconducibili invece all'area spoletina sono la croce dipinta e la scultura lignea: la prima, il Christus Patiens è opera autografa di Rinaldo di Ranuccio databile tra 1250 e 1260, forse proveniente da ambiente francescano, mentre la Madonna con Bambino della seconda metà del Duecento, è opera di un maestro anonimo, forse itinerante, ed è un esempio di ottima fattura e straordinaria ricchezza decorativa.

### Le origini della scuola fabrianese
L'opera di Giotto e il grande cantiere di Assisi non hanno dato esiti esclusivamente in Umbria e nella scuola dei maestri riminesi ma anche in ambito marchigiano e soprattutto nel territorio fabrianese, dove va prendendo forma una vera e propria scuola di artisti che trova negli omonimi maestri di Campodonico e Sant'Emiliano, due personalità che hanno saputo reinterpretare con grande originalità e inventiva la lezione giottesca. In particolare il Maestro di Campodonico attivo nell'abbazia fabrianese di San Biagio in Caprile si distingue per la grande forza espressiva, quasi espressionistica, la concezione spaziale, la volumetria potente e compatta, il realismo popolaresco. Della sua opera sono esposti la monumentale Crocifissione e la nicchia con l'Annunciazione e la Flagellazione, provenienti dall'abbazia sopracitata e precedentemente conservati alla Galleria Nazionale delle Marche ad Urbino.
Punto di riferimento della scuola artistica fabrianese nella metà del Trecento è Allegretto Nuzi, attivo tra gli anni '40 e '70 del secolo. Formatosi in ambito locale, la sua presenza è documentata anche in Toscana tra Firenze e Siena. A Fabriano riesce a procurarsi le più importanti committenze del periodo formando intorno a sé una bottega di collaboratori, tra i quali si distingue Francescuccio di Cecco Ghissi. Elegante e di grande compostezza il suo decorativismo fiorito e cesellato nei minimi dettagli delle dorature, seppur a scapito della volumetria e della tridimensionalità, sarà di grande ispirazione per Gentile da Fabriano, che saprà coniugare lo stile gotico trecentesco con le nuove istanze naturalistiche.

### La scultura lignea dipinta
Strettamente legato alla bottega di Allegretto o influenzato dal caposcuola fabrianese, è il complesso ligneo a tutto tondo realizzato dall'anonimo Maestro dei magi, che probabilmente intorno alla metà del Trecento realizza l'opera con probabile destinazione devozionale.
Era solito per un artista medievale dipingere manufatti precedentemente intagliati da uno scultore: il gruppo ligneo raffigurante l'Adorazione dei Magi è un esempio di questa attività della bottega di Allegretto. La collezione scultorea a grandezza naturale è contrassegnata da un vivo realismo espressivo e raffinata eleganza. I magi indossano delle vesti decorate con elementi floreali e ognuno tiene tra le mani il dono da offrire.
È inoltre possibile ammirare il gruppo di statue lignee trecentesche, probabilmente scolpite e dipinte nella vicina Umbria da artisti di cultura giottesca, raffiguranti la Crocifissione, la pietà, il Cristo e la Vergine morti. L'intero complesso scultoreo ligneo del Calvario è caratterizzato da un realismo fisico che conferisce un'intensa drammaticità.

### Il Quattrocento tra Tardo Gotico e Rinascimento
La sala dedicata al '400 mostra un'efficace antologia della civiltà artistica fabrianese del Quattrocento, ma bisogna ricordare come la città dal XVIII al XX secolo abbia perso molti capolavori rinascimentali che conservava nelle sue chiese e conventi, a causa di sfortunate vicende storiche. La personalità che caratterizza il Rinascimento maturo nella città è Antonio da Fabriano, il cui linguaggio stilistico è un raro e affascinante esempio di contaminazione tra cultura artistica marchigiana e la grande pittura fiamminga. Antonio infatti, completò la sua formazione a Genova ammirando le opere di Jan Van Eyck e di altri maestri d'oltralpe.
La sua preziosa Dormitio Virginis, esposta nella sala, proviene dalla Chiesa di San Nicolò a Fabriano e riprende un avvenimento raccontato nei Vangeli Apocrifi, offrendo un'iconografia particolarmente cara all'ambiente domenicano con la raffigurazione della cintula mariana che caduta dall'alto sta ad indicare l'ascesa della Madonna al cielo non solo con l'anima ma anche con il corpo.

### Prima e dopo la Contro-Riforma
Dopo la signoria Chiavelli (terminata nel 1435 in seguito alla strage della famiglia) e un breve periodo di dominazione sforzesca, Fabriano passa sotto il controllo diretto della Sede Apostolica. In un contesto caratterizzato da una decadenza economica e culturale, si impongono artisti non locali come Filippo da Verona.
La cultura locale, invece, viene testimoniata dalla pala d'altare di Piergentile da Matelica e Venanzio da Camerino, raffigurante la Madonna con il Bambino tra San Pietro e San Paolo.
Nella seconda metà del Cinquecento, Fabriano avvia cantieri di rinnovamento delle sue chiese più importanti, come la Cattedrale di San Venanzio e la chiesa di San Benedetto. Sempre nella stessa sala sono esposte alcune opere emblematiche per raccontare il ricco patrimonio di pale d'altare commissionate per le scuole fabrianesi tra la seconda metà del XVI e la prima metà del XVII secolo. Una stagione molto feconda che segna l'ingresso dei nuovi canoni iconografici ed espressivi definiti dalla cultura artistica e iconografica della Controriforma (introdotta dal Concilio di Trento 1545-1563).
Nella sala è esposta la prima opera firmata e datata (1570) in autonomia da Simone De Magistris, sensibile protagonista dell'arte controriformata nel territorio appenninico tra Macerata, Camerino e Fabriano: si tratta di una tavola con il Presepe con San Nicola da Tolentino, dipinta per la Chiesa di Sant'Agostino, in cui la cultura formale romana si unisce a ricordi di Lorenzo Lotto in alcuni dettagli e ad una vena eccentrica e arcaizzante, ravvivata da un colorismo prezioso e luminoso. Molto importante è la presenza della Madonna del Rosario dipinta da uno fra i più importanti seguaci di Caravaggio, Orazio Gentileschi che ha lasciato testimonianze preziose della sua arte nelle chiese fabrianesi.

### Arazzi fiamminghi

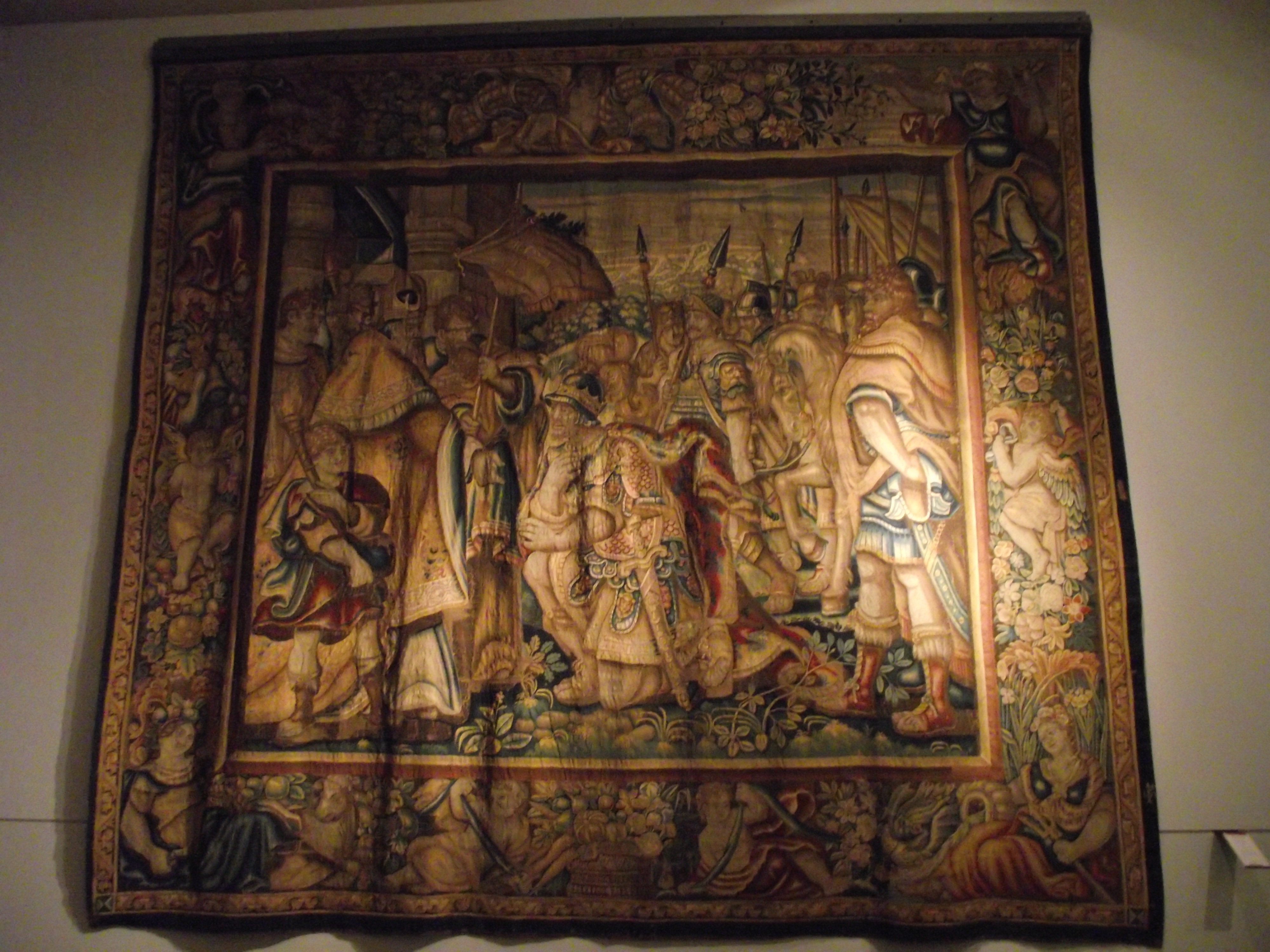
Alessandro vincitore, fine XVI secolo.

Nella pinacoteca c'è un'importante collezione di 13 arazzi di manifattura fiamminga tessuti fra il XVI e il XVII secolo.
Essi raffigurano diversi cicli: Atti degli Apostoli, Storie di Alessandro Magno e La Caccia.
Nel XIX secolo il marchese Stefano Montani li donò alla Cattedrale di Fabriano, che tra il 1911 e il 1913 li vendette al Comune di Fabriano.
La serie dei tre arazzi dedicati agli Atti degli Apostoli, studiati dal Molajoli, si trova una corrispondenza con la seconda serie d'arazzi del Vaticano, tessuta dalla manifattura di Pieter Van Aelst a Bruxelles tra il 1515 e il 1519. La Langhi Martini datò le opere alla fine dei Cinquecento e notò un'influenza raffaellesca. I cartoni sembrano essere del fabrianese Tommaso Vincidor.

### La casa di Ester
La collezione raccoglie opere dei maggiori protagonisti del ‘900 italiano, ed è stata donata alla città di Fabriano e alla Pinacoteca civica, da Ester Merloni, esponente della nota famiglia di imprenditori fabrianesi, e appassionata collezionista d’arte. L’allestimento ripropone la disposizione originaria delle opere all’interno della casa di Ester, dall’ingresso fino alla sala del camino.
È presente anche un inedito ritratto a matita di Giovanni Boldini, noto pittore della Belle Époque parigina, che visse in prima persona raccontandola nei suoi dipinti. Altro ritratto degno di nota è quello che Giacomo Bella fece della figlia Elica: forse la prima opera acquisita dalla signora Ester, che ci racconta la parte più intima del protagonista del futurismo italiano. Si prosegue con grandi maestri che hanno fatto la storia dell’arte italiana nei due dopoguerra: da artisti come i fratelli De Chirico a De Pisis, tutti frequentatori della rivista “Valori Plastici”, fino a pittori della seconda stagione della scuola romana come Capogrossi e Afro Basaldella, per proseguire con il maestro dello spazialismo Lucio Fontana all’astrattista materico Alberto Burri, dal minimalista Enrico Castellani a Piero Dorazio, uno dei principali esponenti del movimento astratto italiano del secondo Novecento, particolarmente apprezzato dalla collezionista che lo conosceva personalmente. Non ultimi due scultori di origine fabrianese, formatisi in ambito romano, di cui in collezione sono esposti un ritratto della stessa Ester Merloni, opera di Quirino Ruggeri, e due “Idee” in bronzo e vetro di Edgardo Mannucci.

## Artisti e opere
Elenco degli artisti e le scuole d’arti presenti all’interno della Pinacoteca con le relative opere.

### Collezione storica

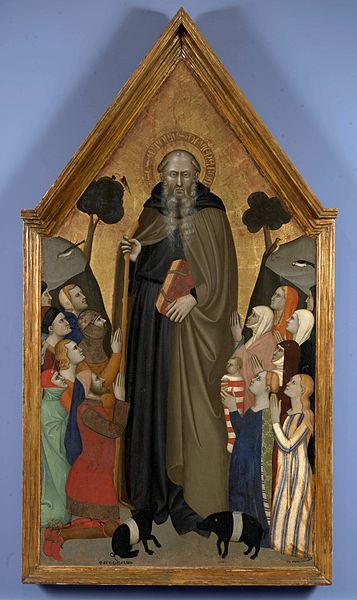
“S.Antonio Abate tra i devoti” - Puccio di Simone

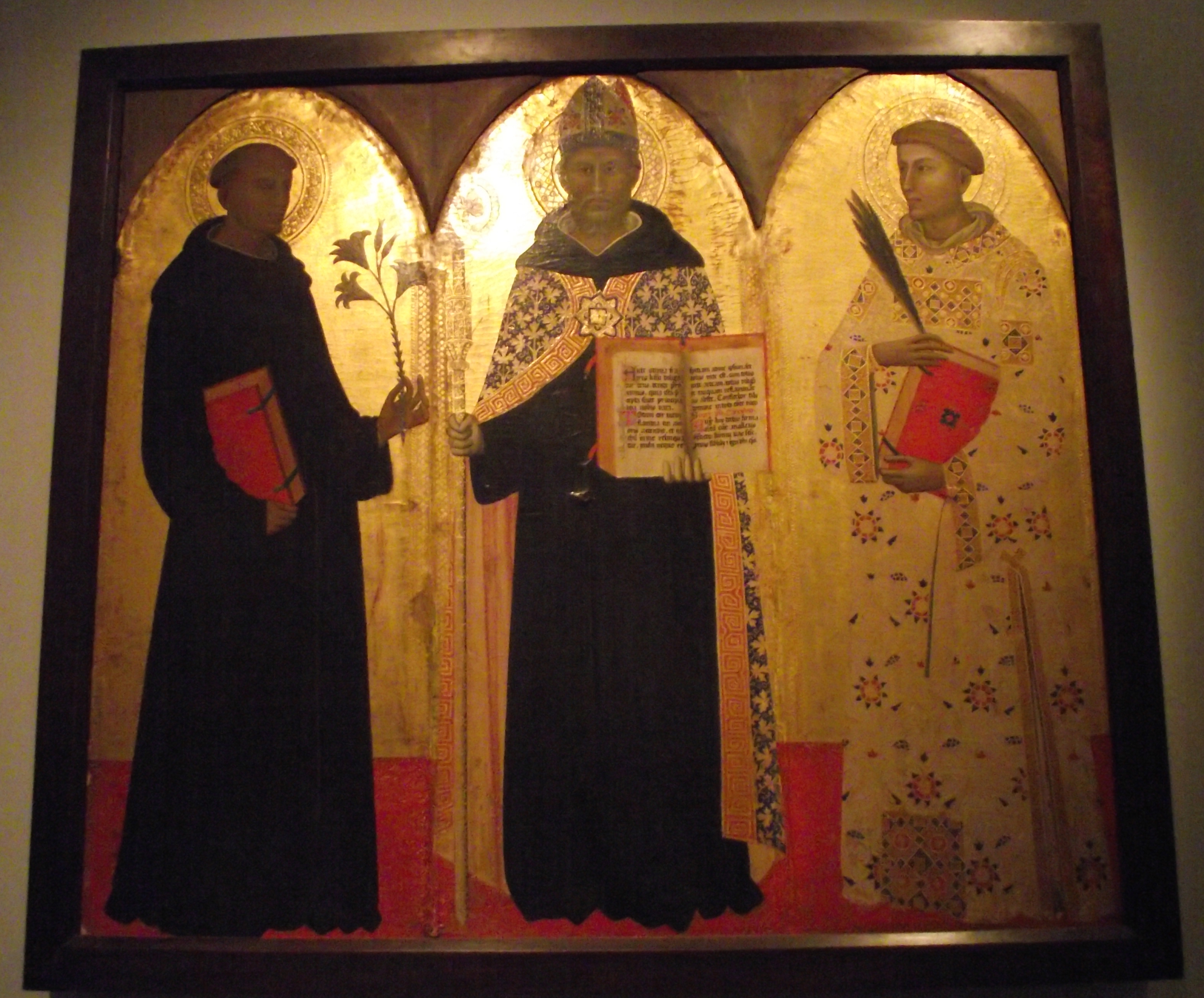
“San Nicola da Tolentino, Sant’Agostino, Santo Stefano” - Allegretto Nuzi

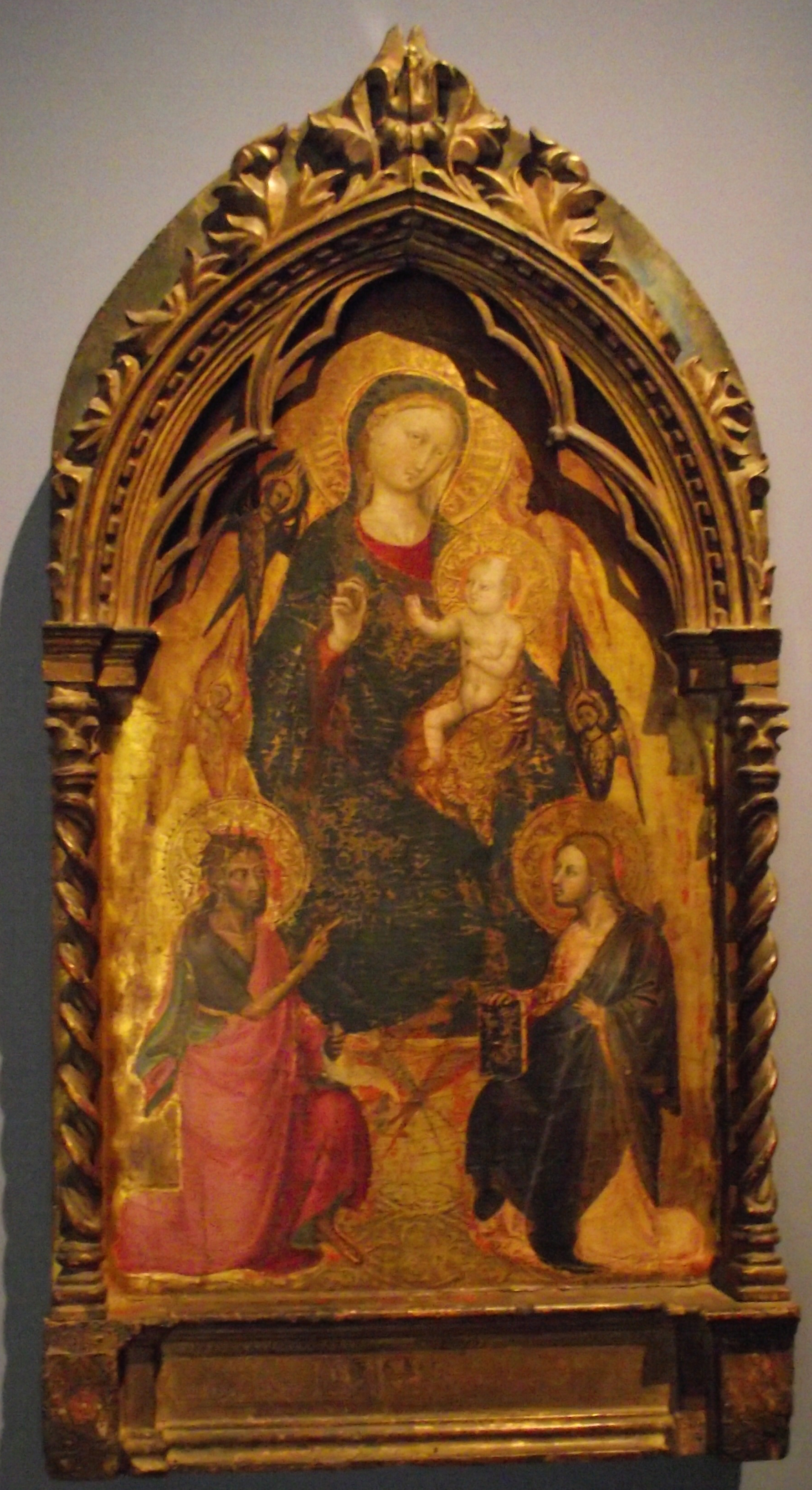
Madonna col Bambino, S. Giovanni Battista, S. Giacomo Maggiore - Bicci di Lorenzo.

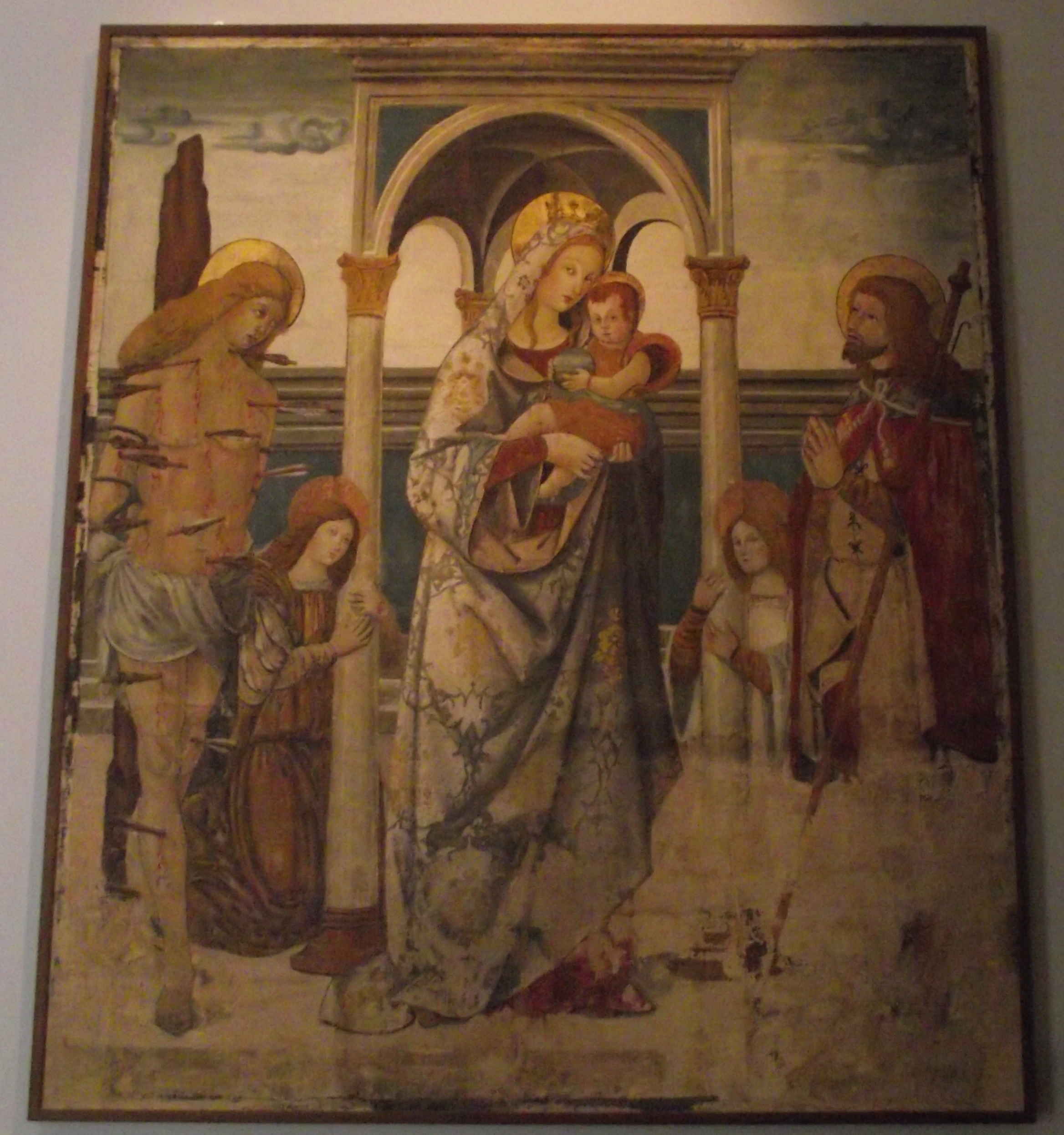
Madonna di Loreto, San Rocco, San Sebastiano

#### XIII Secolo
- Rainaldetto di Ranuccio da Spoleto, “Croce dipinta”
- Ignoto umbro, “Madonna con Bambino"
- Maestro di Sant’Agostino, “Crocifissione”
- Maestro di Sant’Agostino, “Sant’Agostino consegna la regola agli eremiti”
- Maestro di Sant’Agostino, “San Guglielmo da Malavalle”

#### XIV Secolo
- Maestro di Sant’Emiliano, “Madonna col Bambino, Santa Lucia, Santa Caterina d’Alessandria, Sant’ Emiliano”
- Maestro di Campodonico,“Crocifissione”
- Maestro di Campodonico,“Annunciazione e Flagellazione”
- Ignoto marchigiano, “Processione”
- Ignoto marchigiano, “San Domenico”
- Arte marchigiana, “Altare gotico”
- Puccio di Simone, “S.Antonio Abate tra i devoti”
- Allegretto Nuzi, “Santa Caterina d’Alessandria e visione del suo sposalizio mistico”
- Allegretto Nuzi, “Redentore in trono adorato dalla Vergine”
- Allegretto Nuzi, “Gesù Bambino”
- Allegretto Nuzi, “San Nicola da Tolentino, Sant’Agostino, Santo Stefano”
- Allegretto Nuzi, “Madonna col Bambino, Santa Maria Maddalena, San Giovanni Evangelista, San Bartolomeo, San Venanzio”
- Allegretto Nuzi, “Madonna col Bambino”
- Maestro dei Magi (Giovanni di Bartolomeo?), “San Giuseppe”
- Maestro dei Magi (Giovanni di Bartolomeo?), “I tre Re Magi”
- Scuola di Allegretto Nuzi, “Sant’ Anna, la Vergine, il Bambino”
- Scuola di Allegretto Nuzi, “Madonna della Grazie con due oranti”
- Scuola di Allegretto Nuzi, “Quattro profeti”
- Scuola di Allegretto Nuzi, “Madonna della Misericordia”
- Francescuccio di Cecco Ghissi, “Madonna col Bambino, San Nicola da Bari, San Giovanni Evangelista, San Giovanni Battista, San Venanzo”
- Francescuccio di Cecco Ghissi, “Madonna dell’Umiltà”
- Francescuccio di Cecco Ghissi, “Angelo”
- Maestro dei Beati Becchetti, “Cristo Crocefisso”
- Maestro dei Beati Becchetti, “San Giovanni Evangelista”
- Maestro dei Beati Becchetti, “Vergine Addolorata”
- Maestro dei Beati Becchetti, “Pietà”
- Maestro dei Beati Becchetti, “Cristo Morto”
- Maestro dei Beati Becchetti, “Vergine Morta”

#### XV Secolo
- Maestro di Fossato, “Crocifissione”
- Maestro di San Verecondo, “Madonna col Bambino, Sant’ Agostino, San Verecondo”
- Ottaviano Nelli, “Quattro miracoli del Beato Pietro Becchetti”
- Maestro di Staffolo, “Vergine Adorante il Bambino, l’Eterno, S.Giovanni Battista, S.Caterina d’Alessandria”
- Antonio da Fabriano, “Madonna col Bambino, San Giacomo Maggiore, Committente (Bartolomeo Agostini), Sant’Antonio Abate”
- Antonio da Fabriano, “Dormitio Virginis”
- Ignoto marchigiano, “Madonna di Loreto”
- Ignoto marchigiano, “Angelo”
- Ignoto marchigiano, “Madonna di Loreto, San Rocco, San Sebastiano”
- Bicci di Lorenzo, “Madonna col Bambino, San Giovanni Battista, San Giacomo Maggiore”
- Ignoto fiorentino, “Madonna col Bambino, San Venanzio, San Vittore, San Fiorenzo (?), Sant’Andrea”
- Ignoto marchigiano, “San Sebastiano”
- Ignoto marchigiano, “Sant’Agnese”
- Ignoto marchigiano, “San Sebastiano”
- Scultore marchigiano, “Madonna col Bambino”
- Scultore marchigiano, “Madonna col Bambino”
- Arte veneta, “Secchiello per Acqua Santa”

#### XVI Secolo

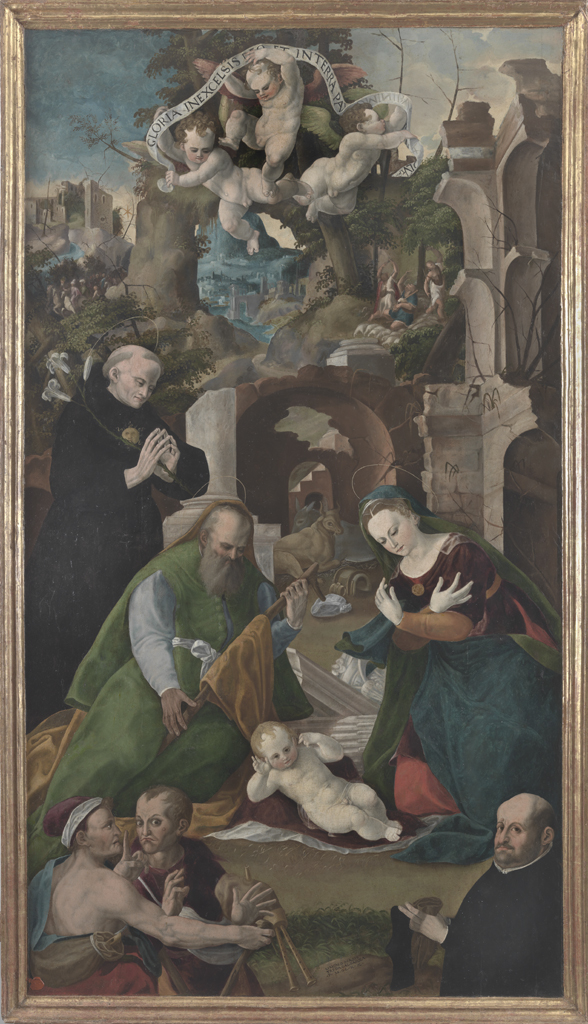
“Presepe con San Nicola da Tolentino” - Simone de Magistris

- “Presepe con San Nicola da Tolentino” - Simone de MagistrisDomiziano Domiziani, “Fabriano tra le beate Bianca e Rufina”
- Filippo da Verona, “Madonna col Bambino, San Nicola da Bari, San Pietro”
- Pittore ignoto (ma collaboratore o allievo di Raffaellino del Colle), “Madonna col Bambino, San Giovanni Battista, San Nicola da Tolentino”, pala datata 1542, che si mostra raffaellesca nella parte alta e citazionista del Parmigianino in quella bassa.[6]
- Venanzio da Camerino e Piergentile da Matelica, “Madonna col Bambino, San Pietro, San Paolo”
- Ignoto marchigiano, “Madonna col Bambino, San Paolo, San Nicola da Tolentino”
- Giacomo (o Girolamo) Nardini, “Madonna col Bambino, San Francesco, San Ludovico da Tolosa, Santa Rosa da Viterbo, Santa Chiara”
- Ignoto marchigiano, “Madonna col Bambino, San Nicola da Bari, Santa Chiara, San Pietro, San Francesco”
- Arte italiana, “Croce processionale”
- Arte italiana, “Croce processionale”
- Artigianato, “iscrizione “LANIFICII COLLEGIUM FECIT”-AD MDIXXXI”
- Artigianato, “Trigramma di San Bernardino da Siena”
- Simone de Magistris, “Presepe con San Nicola da Tolentino”

#### XVII Secolo
- Andrea Boscoli, “Natività”
- Orazio Gentileschi, “Madonna del Rosario”
- Ambrogio Monaco, “Giudizio Universale”
- Arte del XVII secolo, “Mani”
- Arte del XVII secolo, “Pontefice”

#### XVIII Secolo
- Artigianato della fine del XVIII secolo, “Consolle Luigi XVI”

#### XIX Secolo
- Francesco Podesti, “L’Olimpo”

### Collezione degli Arazzi fiamminghi
- I seguaci degli Apostoli gettano i libri eretici nel fuoco, fine XVI secolo
- Alessandro abbatte Clito, fine XVI secolo
- Alessandro doma Bucefalo, fine XVI secolo
- Alessandro vincitore, fine XVI secolo
- Incontro di Alessandro e Rossana, fine XVI secolo
- Diana dinanzi al consesso degli Dei,, XVII secolo
- Scena di sponsali, XVII secolo
- Scene di caccia, fine XVI secolo

### Collezione "La Casa di Ester"

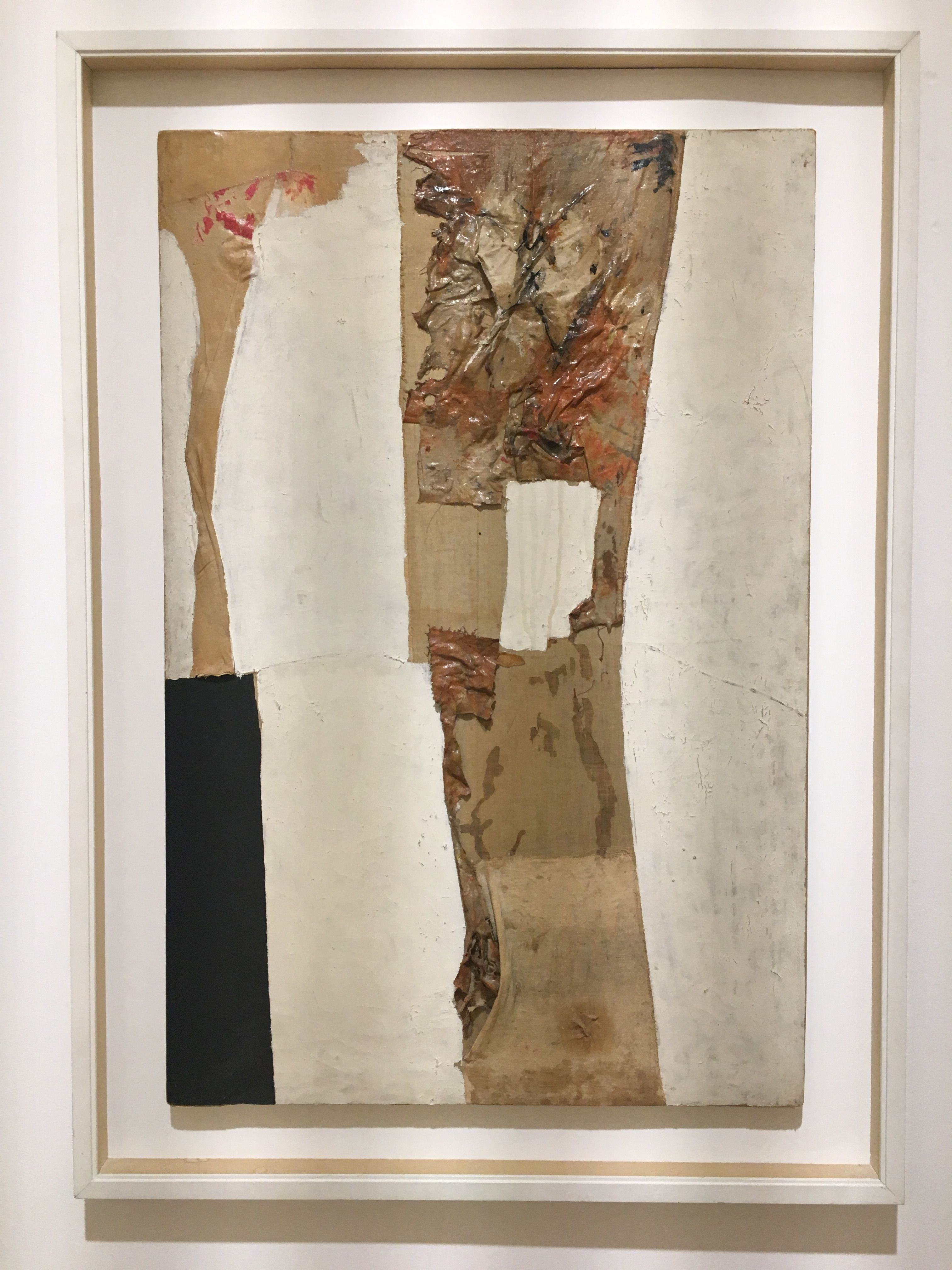
“Bianco” - Alberto Burri

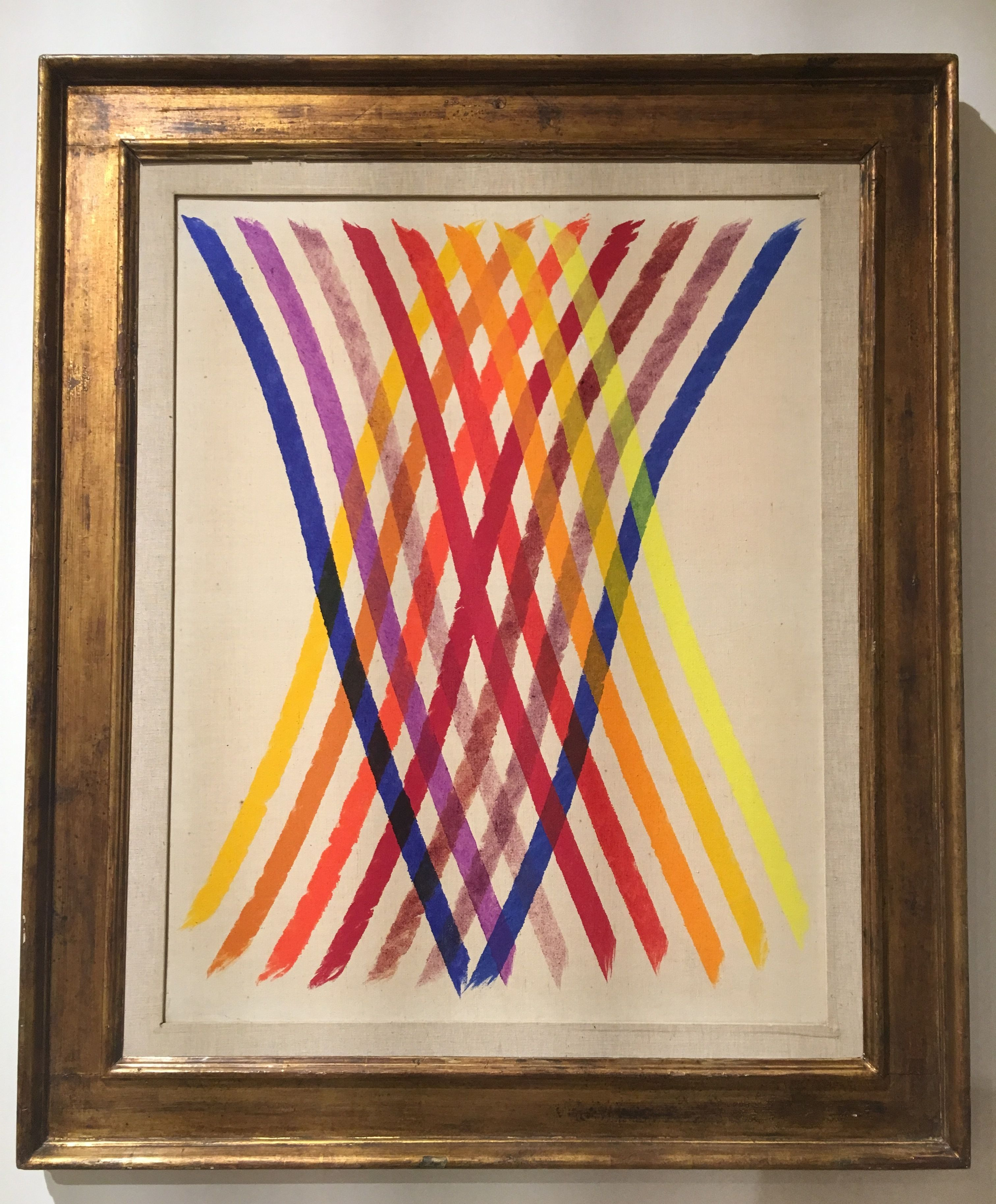
“Ex Aequo” - Piero Dorazio

#### XX Secolo
- Giacomo Balla, Ritratto di giovane donna (1932)
- Afro Basaldella, “La bandiera” (1968)
- Domenico Bianchi, “Senza titolo” (1993)
- Giovanni Boldini, “Ritratto di Madame de Bouligny” (1882)
- Alberto Burri, “Bianco” (1952)
- Enrico Castellani, “Superficie bianca”
- Giuseppe Capogrossi, “Superficie CP/813” (1956)
- Giuseppe Capogrossi, “Superficie 672” (1951)
- Giorgio De Chirico, “Cavalli e ruderi in riva al mare” (1930 ca.)
- Filippo De Pisis, “Fiori” (1932)
- Piero Dorazio, “Convergenze” (1954)
- Piero Dorazio, “Elgin” (1971)
- Piero Dorazio, “Ex Aequo” (1965)
- Piero Dorazio, “Spoils and Nuances” (1965)
- Piero Dorazio, “Antoinette” (1959)
- Lucio Fontana, “Concetto spaziale” (1950)
- Edgardo Mannucci, “Idea”
- Edgardo Mannucci, “Idea” (1986)
- Piero Manzoni, “Achrome” (1962)
- Giacomo Manzù, “Testa di ragazza” (1988)
- Giacomo Manzù, “Bambina in poltrona” (1984)
- Carlo Maria Mariani, “Immortale nudo”
- Nunzio, “Senza titolo" (1991)
- Arnaldo Pomodoro, “Sasso” (1982)
- Quirino Ruggeri, “Testa di donna (Ester Merloni)”
- Alberto Savinio, “Senza titolo (Giulio Cesare?)” (1927)
- Giulio Turcato, “Composizione astratta” (1965)
- Emilio Vedova, “Allegro Natale”

## Percorsi per bambini
Grazie al recente progetto "Creativi digitali" all'interno della collezione storica è possibile ascoltare le tracce audio con il racconto delle opere fatto dai bambini dell'Istituto Comprensivo "Aldo Moro" di Fabriano per i loro coetanei; per la collezione d'arte contemporanea è disponibile il "Mistery tour", una caccia al tesoro rivolta alle famiglie.

### Libri
- Marcoaldi O, Quadri della pinacoteca fabrianese, Cenni descrittivi, Edito Crocetti Giovanni, Fabriano, 1862
- Serra L., La Pinacoteca civica e il museo degli Arazzi di Fabriano, Fabriano Tip Economica, 1921
- Serra L., Le gallerie comunali delle Marche, Soc. Ed. d'arte illustrata, Roma, 1925
- Crocetti A., La Pinacoteca fabrianese ed il Capitolo della Cattedrale, Fabriano Arti Grafiche Gentile, 1935
- Molajoli B., Guida artistica di Fabriano, Ed. Gentile da Fabriano, 1936

### Cataloghi
- Marcelli F., Pinacoteca Civica Bruno Molajoli, APT Fabriano, 1997
- Laureati L., Mochi Onori L. (a cura di), Gentile da Fabriano e l'altro Rinascimento, Editrice Mondadori Electa, Milano 2006
- Sgarbi V. (a cura di), Da Giotto a Gentile. Pittura e scultura a Fabriano fra Due e Trecento, Editrice Mandragora, Firenze 2014